# Arnaud Soulier
 (avril 2012).
Si vous disposez d'ouvrages ou d'articles de référence ou si vous connaissez des sites web de qualité traitant du thème abordé ici, merci de compléter l'article en donnant les références utiles à sa vérifiabilité et en les liant à la section « Notes et références ».
Pour les articles homonymes, voir Soulier (homonymie).
Arnaud Soulier est un réalisateur français né le 5 mars 1969 à Paris. Il est auteur de films  documentaires, en collaboration avec Sabrina Malek. Il est également ingénieur du son.

## Biographie

### Formation
Arnaud Soulier commence ses études cinématographiques au lycée autogéré de Paris en 1986, études qu'il poursuit à l'université Paris-VIII-Vincennes–Saint-Denis.

### Réalisateur
En 1996, il réalise en collaboration avec Sabrina Malek son premier long métrage documentaire intitulé Chemins de traverse. Ce film retrace les grèves des cheminots en France durant l'hiver 1995 à la gare d'Austerlitz. Il reçoit le prix du Patrimoine au festival du Cinéma du réel à Paris en 1997. Une version plus courte intitulée Paroles de grève est diffusée sur la chaîne de télévision franco-allemande Arte. Il réalise ensuite avec Sabrina Malek le documentaire Une autre route en 1999 (Arte). Le film est construit autour de plusieurs portraits de « zonards » aussi appelés « jeunes en errance ».
En 2002, il réalise pour France 3, toujours avec Sabrina Malek, le film René Vautier, cinéaste franc-tireur,, portrait du cinéaste réalisateur, entre autres, du film Avoir vingt ans dans les Aurès.
En 2004, Sabrina Malek et lui réalisent Un monde moderne. Le film sort sur les écrans français en 2005 ; il traite de l'intérim et de la sous-traitance aux chantiers navals de l'Atlantique à Saint-Nazaire. Il est récompensé par le grand prix des écrans documentaires d'Arcueil en 2004.
En 2011, il réalise successivement Congo, les chemins de la concertation et Congo, les méandres de la démocratie. Les deux films interrogent des acteurs de la société civile de la République du Congo, autour d'un programme de développement intitulé le PCPA.

### Ingénieur du son
En tant qu'ingénieur du son, Arnaud Soulier collabore avec de nombreux réalisateurs. Ainsi le cinéaste vietnamien Bui Thac Chuyen pour le film Vertiges en 2009 (Choi Voi), qui obtient le prix Fripesci à la 66e Mostra de Venise ainsi que le prix du meilleur son au festival Asia-Pacifique (Taiwan). Il sort sur les écrans français en 2010. On peut y noter le premier rôle de l'actrice Linh-Dan Pham, en langue maternelle.
En 2010, c'est avec le jeune cinéaste vietnamien Phan Đăng Di qu'il travaille sur le film Bi Dung So ! (titre français : Bi, n'aie pas peur !). Le film reçoit de nombreux prix à travers le monde dont le prix de la SACD et le soutien de l'ACID à la Semaine de la critique à Cannes en 2010 ainsi que le grand prix du jury au festival Premiers Plans d'Angers en 2011. Le film sort sur les écrans français en mars 2012.
Depuis 2005, il collabore sur d'autres films comme Redemption song du plasticien et réalisateur Markus Hansen, coréalisé avec Jean-Marie Boulet, pour le portrait du musicien américain Billy Bang. C'est aussi le cas sur le film de Gaël Lépingle Guy Gilles et le Temps désaccordé où il est directeur de la photographie pour ce portrait du cinéaste Guy Gilles.
En 2013, il part s'installer à Hanoï, capitale du Vietnam. Là, il travaille avec de nombreux cinéastes vietnamiens, de toutes générations qui désirent améliorer le travail sonore de leurs productions. Le son au Vietnam étant le parent pauvre du cinéma, il s'associe à Hoang Thu Thuy, ingénieure du son vietnamienne avec qui il entreprend de former de jeunes ingénieurs du son aux techniques du son direct et à la post-production sonore. C'est dans ce cadre qu'il organise à Hanoi en 2016, La semaine du son. À cette occasion, il invite l’ingénieur du son Daniel Deshays pour parler des « Territoires sonores dans le cinéma ».
En 2018, il fonde avec Hoang Thu Thuy le A.T Sound Studio à Hanoï. Ensemble, ils poursuivent leurs collaborations avec le cinéma d'auteur vietnamien.

## Filmographie

### Réalisateur
- 1993 : Bruits de Rome
- 1995 : Chemins de traverse[25]
- 1996 : Paroles de grève[26]
- 1999 : Un autre route[27]
- 2000 : Drawn Aside
- 2000 : Récréation
- 2002 : René Vautier, cinéaste franc-tireur[8]
- 2004 : Un monde moderne[28]
- 2011 : Congo, les chemins de la concertation
- 2011 : Congo, les méandres de la démocratie[29]

### Ingénieur du son
- 2007 : Redemption song de Markus Hansen et Jean-Marie Boulet[30]
- 2008 : Bonaparte vu d'Égypte de Jean-Marie Boulet
- 2009 : Je cherche Jeanne de Franck Saint Cast[31]
- 2009 : Vertiges / Adrift / Choi Voi de Bui Thac Chuyen[15]
- 2010 : Le sang des femmes de Christian Lajoumard[32]
- 2010 : Perdu de Christian Lajoumard[33]
- 2010 : Bi, n'aie pas peur ! de Phan Đăng Di[19]
- 2011 : Loi Nguyen huyet ngai / Blood curse de Bui Thac Chuyen[34]
- 2011 : La Ciotat, mon bleu des origines de Jean Lassave
- 2013 : 2 Automnes 3 Hivers de Sébastien Betbeder[35]
- 2014 : Du D-Day à Dien Bien Phu de Georges Guillot
- 2014 : J'ai oublié d'Édouardo Williams[36]
- 2015 : Ciel rouge d'Olivier Lorelle[37]
- 2016 : Another City de Pham Ngoc Lan[38]
- 2018 : Cadavre Exquis de Stéphanie Lansaque et François Leroy[39]
- 2018 : The Ant Man de Viet Vu[40]
- 2018 : Pomelo de Tran Phuong Thao et Swann Dubus[41]
- 2018 : Drowsy City de Luong Dinh Dung[42]
- 2018 : Monsieur Corlou's Coriander de Morgan Ommer[43]
- 2019 : Blessed Land de Pham Ngoc Lan[44]
- 2019 : Forever de Morgan Ommer[45]
- 2019 : He serves fish, She eats flower de Phan Dang Di[46]
- 2019 : The Tree House de Truong Minh Quy[47]
- 2019 : Goodbye Mother de Trinh Dinh Le Minh[48]
- 2019 : A very hard sale de Morgan Ommer
- 2020 : Fix Anything de Le Lam Vien[49]
- 2020 : DA 5 Bloods de Spike Lee[50]
- 2020 : The Unseen River de Pham Ngoc Lan[51]
- 2021 : Memoryland de Bui Kim Quy[52]
- 2021 : Children of the Mist de Ha Le Diem[53]
- 2021 : Binh Minh Do de Nguyen Thanh Van et Tran Chi Thanh[54]
- 2022 : De l'encre et des cendres de Roméo Lajoumard[55]
- 2023 : Porcupine de Nicolas Graux et Truong Minh Quy[56]
- 2023 : Rhodes Mai de Christian Lajoumard[57]
- 2023 : Fally Sene Sow de Christian Lajoumard[58]
- 2023 : Bachir Hadji de Christian Lajoumard[59]
- 2023 : Santo Antao Juillet de Christian Lajoumard[60]
- 2023 : Hong Ha Nu Si de Nguyen Duc Viet
- 2024 : Evelyne Postic de Christian Lajoumard[61]
- 2024 : Cu Li Never Cries de Pham Ngoc Lan[62]
- 2024 : Ponta do sol de Christian Lajoumard[63]
- 2024 : Sénégal Dakar pêcheurs de coquillages de Christian Lajoumard[64]
- 2024 : Graciosa juillet de Christian Lajoumard[65]

### Directeur de la photographie
- 2007 : Guy Gilles photographe de Gaël Lépingle
- 2008 : Guy Gilles et le temps désaccordé de Gaël Lépingle